# Коџага Поље
Коџага Поље је насељено мјесто у граду Горажду, Босна и Херцеговина.

## Становништво
|             | 2013.       | 1991.        | 1981.        | 1971.        |
| Укупно      | 30 (100,0%) | 71 (100,0%)  | 59 (100,0%)  | 47 (100,0%)  |
| Бошњаци     | 28 (93,33%) | 71 (100,0%)1 | 56 (94,92%)1 | 47 (100,0%)1 |
| Муслимани   | 2 (6,667%)  | –            | –            | –            |
| Југословени | –           | –            | 3 (5,085%)   | –            |

1. 1 На пописима од 1971. до 1991. Бошњаци су пописивани углавном као Муслимани.